# Assemblée permanente pour les droits de l'homme
 (mai 2017).
L'Assemblée permanente pour les droits de l’homme (APDH) est une organisation non gouvernementale argentine de défense des Droits de l’Homme fondée en 1975.
Selon son site officiel, l’organisation est le fruit de « l’initiative indépendante de personnes provenant des plus divers secteurs sociaux, politiques, intellectuels, syndicaux et religieux argentins, en réponse à la situation grandissante de violence et d’effondrement du respect des droits de l’homme les plus élémentaires qui augmentait dans le pays ».

## Histoire
L’Assemblée permanente pour les droits de l’homme a été fondée le 18 décembre 1975 dans la Maison des exercices spirituels qui dépendait de l’Église de Santa Cruz (es), à l’origine d’une initiative de Rosa Pantaleón, trois mois avant le coup d’état militaire qui a marqué le début de la dictature (connue comme Processus de réorganisation nationale). Ses fondateurs sont, en plus de Rosa Pantaleón, l’évêque de Neuquen, don Jaime de Nevares, Eduardo Alfredo Pimentel, le Dr Ariel Gomez, le Professeur José Miguez Bonino, Alcira de la Peña, le Dr Guillermo Frugoni Rey, le Dr Roque Raúl Aragón, Jaime Scmirgeld, la Dr Alicia Moreau de Justo, l’évêque Carlos T. Gattinoni de l’Église évangélique méthodiste Argentine, Alfredo Bravo, et Susana Pérez Gallart. Des personnalités comme le rabbin Marshall Meyer, le docteur puis président du pays Raúl Alfonsín, Oscar Alende et Adolfo Pérez Esquivel ont fait partie de l'organisation.
L’APDH a joué un rôle important de défense des droits de l’homme au cours de la dictature militaire, elle a ensuite appuyé le travail de la Commission nationale sur la disparition de personnes (CONADEP). Depuis cette époque, elle a lutté et elle continue de lutter contre l'impunité des crimes de lèse-humanité commis durant la dictature qui a régné sur l’Argentine entre 1976 et 1983.
L’APDH travaille à la consolidation de la démocratie en défendant la protection de la vie, la dignité humaine et la cohésion sociale dans un contexte politique et social où les menaces quotidiennes à la vie humaine et à la liberté. Depuis le jour de sa création, l'APDH a adopté comme but et fonctionnement la Déclaration universelle des droits de l'homme des Nations unies. Ainsi, toutes ses décisions sont prises selon les valeurs de cette déclaration.
L´APDH a eu un rôle important dans la protection des droits de l'homme durant la dictature militaire qui a gouverné le pays entre les années 1976 et 1983. Les premières missions de l´APDH étaient de récolter, enregistrer, ordonner et protéger les plaintes et témoignages des familles de personnes disparues ou victimes du terrorisme étatique de différentes formes de violations des droits de l'homme telles que des séquestrations, tortures, disparitions, etc.
Quand est venue la Commission inter-américaine des droits de l'homme (CIDH) de l'Organisation des États américains (OAE) en 1979, l'APDH a alors présenté la liste des disparus (qui atteignait presque les cinq mille plaintes) qui, plus tard, a été publié dans le rapport de la CIDH. Ce rapport ayant été diffusé petit à petit dans toute l´Argentine.

### Le retour à la démocratie.
À la fin de la dictature, la présidence de la nation était exercée par Raúl Alfonsín, un des membres fondateurs de l´APDH. À cette période, l´organisation a remis toute la documentation à la Commission nationale des personnes disparues (CONADEP). Également, l'APDH a aidé à la construction d´un rapport « NUNCA MAS » et du tribunal qui s'est chargé de juger les membres des différents groupes militaires. De plus, elle a été présente au côté de plusieurs témoins qui étaient garants de la vérité durant la Cause 13.
En 1981, associée avec d´autres organisations, l´APDH a donné son soutien à l´ONU pour la création de la Convention internationale pour la protection de toutes les personnes contre les disparitions forcées. Cette Convention a été ratifiée et est entrée en vigueur le 23 décembre 2010. L´APDH a toujours eu de proches relations avec les autres organismes de protection des Droits de l´Homme, sociaux et œcuméniques. Ainsi, se sont créés des projets spéciaux, comme celui de l´intervention policière conjointement avec le service paix et justice (Servicio paz y justicia), le CELS (Centro de estudios legales y sociales), les grands-mères de la place de Mai, l´Académie de police des Pays-Bas et le Ministère de la Justice et des Droits de l´Homme de la Nation, ce qui a donné lieu à des cours au sein des institutions policières, à des analyses comportementales des forces de police lors de manifestations sociales, grand spectacles ou autres événements, ne pensant pas seulement à une instruction unidirectionnelle, mais dans un dialogue permanent avec les effectifs qui doivent faire face à ce genre de situations.
Ainsi, en lien avec le rapporteur spécial de l´ONU Leandro Despouy et l´Agence espagnole de coopération pour le développement (AECID) s´est développé le Programme d´indépendance et d´accès à la justice qui par la suite donna lieu à des événements tels que l´accès à la justice par les femmes, les enfants, les peuples autochtones et la discrimination.
Les secrétariats et commissions réalisent des ateliers sur différents aspects des droits de l´homme comme la formation de personnes recherchant un travail, panneaux, conférences, suivi de problèmes sociaux qui cherchent à inclure les droits civils et politiques, économiques, sociaux et culturels. Ils ont permis la création de foyers pour les femmes maltraitées, des programmes et cours éducatifs, la promotion des droits des enfants, adolescents et personnes handicapées et ont accompagné des peuples autochtones dans tout le pays qui luttent pour leurs droits, en développant des actions judiciaires de défense des territoires et cultures ancestrales.
Le 7 décembre 2011, l´APDH et le ministère de la Justice et des Droits de l´homme de la nation ont conclu un accord (projet de jugement de lèse-humanité) avec l´objectif principal de donner une impulsion aux procès juridiques de lèse-humanité.
Les objectifs qui ont été fixés étaient : 
- Réaliser un inventaire et un suivi des interventions des régions distinctes de l´APDH pour les jugements de lese humanité. Elle est présente aux procès dès lors qu´ils se déroulent dans une des régions de ses délégations. L´État couvre tous les frais de l´APDH quand elle intervient dans les procès de lèse-humanité.
- Fonctionne de manière coordonnée et accompagnée (entre avocat/es plaidant de l´APDH) : création d´une équipe mobile pour les jugements oraux des avocats et avocates assistants constitués de spécialistes de l´APDH des différentes provinces, dont le but est d´assister aux procès  durant la première et dernière semaine du jugement et des plaidoiries. Au total, ce sont 14 juridictions où intervient l´APDH : ville autonome de Buenos Aires, San Martín (Buenos Aires), Dolores / Bahía Blanca (Buenos Aires), Mar del Plata (Buenos Aires), Olavarría (Buenos Aires), Formosa (Formosa), San Salvador de Jujuy (Jujuy), Mendoza (Mendoza), San Rafael (Mendoza), Rosario (Santa Fe), San Juan (San Juan), San Luis (San Luis), Santiago del Estero (Santiago del Estero), San Miguel de Tucumán (Tucumán).

### Actualité
L´APDH participe aux activités de différents organismes pour pouvoir consolider l’effectivité des droits humains : 
- Statut consultatif II devant le Conseil économique et social (ECOSOC) des Nations unies[4].
- Enregistrée dans le registre "Mémoire du monde" de l´Unesco : Patrimoine des archives de l´APDH[5].
- Enregistrée en tant qu'organisation de la société civile (OSC) de l'Organisation des États d'Amérique[6].
- Enregistrée au sein de l'unité de soutien a la participation sociale du Mercosur.
- Institut national contre la discrimination, la Xenophie et le racisme (INADI)[7].
- Organisme public lié à l'espace pour la mémoire, la promotion et la défense des droits de l´homme[8].
- Mémoire ouverte (action coordonnée par des organismes de protection des droits de l'homme)[9].
- Forum social de santé et environnement en Argentine.

Sur le plan régional et continental, elle participe à des événements communs avec des réseaux internationaux, tels que le Conseil mondial d´églises, l´alliance sociale continentale, l´Association américaine des juristes, le Forum social mondial et le Conseil mondial de la paix entre autres entités.

## Actions
Elle collecte, étudie et mesure les données sur la situation des Droits de l’Homme en Argentine :
- Dénonciation les violations des Droits de l’Homme.
- Assister les victimes de violations de Droits de l´Homme.
- Défense devant les autorités publiques, les institutions et les sociétés de l’application concrète de ces droits.
- Développement d’actions pédagogiques destinées à contribuer à la formation de sujets de droits.
- Diffusion des documents normatifs de la Constitution Nationale, des pactes, des déclarations, des conventions, etc.
- Activité de conseil pour les victimes de violations des Droits de l´Homme. Travail avec les entités partenaires défendant l’application des Droits de l´homme.
- Promotion de la sanction des lois nécessaires pour assurer le respect des Droits de l’Homme.

## Activités
L’APDH est fondamentalement composée de personnes apportant leur effort volontairement et gratuitement. Le siège principal de l’organisation se situe dans la ville de Buenos Aires, il existe aussi plusieurs filiales dans des villes du reste du pays.
Ses principales tâches sont les suivantes :
- Veiller à l’éclaircissement des délits de lèse-humanité commis pendant la dictature.
- Préserver la mémoire dans un sens d'incitation à l’action citoyenne.
- Organiser la documentation sur le fonctionnement de la répression.
- Récupérer, étudier et valoriser les données de la réalité nationale en référence aux Droits de l´Homme.
- Collaborer au perfectionnement des normes nationales et internationales sur les Droits de l’Homme.
- Agir en permanence devant le gouvernement pour prévenir et dénoncer les actes de violation des Droits de l’Homme.
- Travailler et coopérer avec les entités de protection des Droits de l'Homme.
- Promouvoir l'adaptation des mesures nécessaires permettant de concrétiser la réalisation des Droits de l'Homme.
- Diffuser des documents normatifs : Constitution nationale, accords, déclarations, conventions ...
- Développer des actions pédagogiques destinées à contribuer à la formation de sujets de droit.

## Financement
L´APDH est une organisation sans but lucratif dont le financement est entièrement basé sur des donations et apports individuels et/ ou qui proviennent d´agences gouvernementales ou inter gouvernementales s´il s´agit de projets spéciaux ou du maintien de la structure.
À ce jour, les ressources financières de l´organisation se compose de : 
- 40 % d´aides de la législature de Buenos Aires ;
- 35 % de projets/contenus ;
- 11 % de contributions des membres ;
- 9 % de donations ;
- 5 % autres aides.

## Autorités
- Conseil de présidence : corps collégial composé de personnalités des Églises, de la politique, du droit, des sciences, de la culture et du monde du travail. Ce Conseil se réunit annuellement, il examine les rapports des secrétariats et il établit la position doctrinaire de l’ONG.
- Bureau de direction : composé de membres du Conseil de présidence. Il se réunit tous les mois. Il examine les rapports des Secrétariats, prévoit les actions à développer pour accomplir les lignes directrices établies par le Conseil de présidence.
- Commission exécutive : composée par les présidents, les vice-présidents, les secrétaires du Bureau de direction, la trésorière et la secrétaire coordinatrice. Les sessions sont hebdomadaires et la Commission travaille quotidiennement. Elle exécute le travail prévu par le bureau directif à qui elle informe de l’état des actions réalisées ou en cours de résolution, elle propose des activités et un agenda de travail.
- Secrétariats : composés de personnalités spécialisées dans leurs propres domaines. Ils collectent l’information sur la réalité nationale, effectue des études, élabore des rapports et des propositions. Ils organisent des conférences, des débats, des journées, des séminaires et des publications.

Les différents secrétariats sont divisées en plusieurs catégories : 
- Environnement, habitat et logement
- Archives
- Thématiques juridiques
- Droits économiques, sociaux et culturels
- Handicap et inclusion
- Éducation
- Investigation
- Les adultes majeurs et leurs droits
- Femmes, égalité de genre et diversité
- Paix et libre détermination des peuples
- Presse
- Peuples autochtones
- Relations internationales
- Santé
- Santé mentale
- Sécurité et Droits de l´Homme[10]

Depuis décembre 2015, les trois coprésidents de l´APDH sont Norma Ríos, Gisela Cardozo et Ernesto Moreau.
Entre les personnalités qui composent l’APDH se trouvent des journalistes comme Santo Biasatti et Luisa Valmaggia, des écrivains comme Ernesto Sabato, des religieux comme monseigneur Justo Laguna et le Rabbin Daniel Goldman, des essayistes comme Noé Jitrik, des chanteurs comme León Gieco, des scientifiques comme Federico Westerkamp, des juristes comme Raúl Zaffaroni, des syndicalistes comme Marta Maffei.

## Publications
L’APDH a réalisé de nombreuses publications en rapport avec les droits de l’homme. Entre celles-ci :
- Sécurité nationale, système républicain de gouvernement et droits individuels
- La disparition forcée de personnes
- La disparition comme crime de lèse-humanité
- Racisme et violence (sur l’histoire et les ethnies dans les textes scolaires)
- La femme travailleuse et ses droits violence familiale-Femme battue
- Toxicomanes, victimes ou coupables ?
- Ateliers de Vie « Éducation par les droits de l’homme »
- Les droits humains de la femme aux 50 ans de la Déclaration universelle
- Coupables pour la société, impunis par la loi
- Les droits de la femme, sont-ils des droits de l’homme ?
- Les chiffres de la guerre sale
- Les droits reproductifs sont des droits de l’homme
- Ordre économique et droits de l’homme
- Fondements des droits de l’homme

Les publications suivantes peuvent être consultées en ligne :
- Memoria y Dictadura, 2006
- Discriminación: un abordaje didáctico desde los Derechos Humanos, 2006
  - Qu´est ce que c´est, les Droits de l´Homme ? Débuts pour une réflexion critique: histoires, documents, concepts et activités (décembre, 2012)
  - Les conquêtes des femmes en 30 ans de démocratie (avril, 2015)[11]

## Délégations
- Buenos Aires : Azul, Campana, Chascomùs, Berazategui, La Costa, La Matanza, La Plata, Lomas de Zamora, Mar del Plata, Olavaria, San Miguel, Tres Arroyos.
- Catamarca : Catamarca (ciudad)
- Córdoba : Córdoba (Ciudad), Río Tercero, Villa María.
- Entre Ríos : Concepción del Uruguay.
- Formosa : Formosa (ciudad).
- La Pampa : Santa Rosa.
- Mendoza: San Rafael.
- Misiones: Posadas.
- Río Negro: Bariloche, El Bolsón.
- San Luis : Merlo, San Luis (ciudad).
- San Juan : San Juan (ciudad).
- Santa Fe : Rosario.
- Santiago del Estero : Santiago del Estero (ciudad).
- Tierra del Fuego : Ushuaia.
- Tucumán : San Miguel de Tucumán (ciudad)[12].